# Kerk en Zanen (waterschap)
Polder Kerk en Zanen is een polder en een voormalig waterschap in de Nederlandse provincie Zuid-Holland, in de gemeente Alphen aan den Rijn. 
Het waterschap ontstond in 1649 uit een samenvoeging van De Grooten Westmolenpolder en de Zanepolder. Het was verantwoordelijk voor de vervening, drooglegging en de waterhuishouding in het gebied.